# Van Steynemolen
De familie van Steynemolen (of de Steynemolen) was gedurende verschillende eeuwen een notabele familie in en rond Mechelen. Veel telgen waren bedreven in de kunst van het goud- en zilversmeden.

## Familieoorsprong
Jean van Steinemolen werd voor het eerst vermeld in 1346. Hij Was in 1367 leenman van Hendrik van Oyenbrugghe van het goed "Steynemolen" (gelegen op de grens van Leest en Kapelle-op-den-Bos). Hij bezat nog andere goederen in Leest, Mechelen en Heffen.

## Wapenschild
Het wapenschild van de stamvader, Jean van Steinemolen, werd door De Raadt beschreven als trois pals au franc quartier chargé d'un croissant.

## Stamboom
- 1. Jean (Jan) van Steinemolen († vóór 1375); schepen van Mechelen (1346), x Elisabeth van der Most
2.1 Seger van Steynemolen († vóór 1438) x Beatrice de Doncker
3.1.1. Beatrice van Steynemolen x Jean Van der Linden, xx Adam Van den Bossche
3.1.2. Eggeric van Steynemolen x Isabelle de Bernage
3.1.3. Godfried van Steynemolen x Catherine Moons
4.1.1. Peter van Steynemolen (1425-1504); deken en schepen
5.1.1. Jan van Steynemolen (1494-1529); deken
3.1.4 Seger van Steynemolen; meier van de heerlijkheid Merchtem (1411-1412)[2], meier van het leen Wilre (1436), dat deel uitmaakte van Elewijt[3]
4.1.1. Godfried van Steynemolen; zilversmid
5.1.1. Seger van Steynemolen 1443-1505); zilversmid
5.1.2 Godfried van Steynemolen (1448-1529); zilversmid
5.2.1. Peter van Steynemolen (1510-1558); deken schepen (1549)
5.3.1. Godfried van Steynemolen (1540-1609); kunstenaar, schepen en magister
5.2.2. Jan van Stinemolen (1518-1589); goudsmid en schepen
6.1.1. Seger van Steynemolen
7.1.1. Matheus van Steynemolen (1519-1585); Procureur van de Grote Raad van Mechelen
6.1.2. Godfried van Steynemolen (c.1500-1580)
7.1.1. Godfried van Steynemolen (1538-1585); goudsmid
7.1.2. Cornelis van Steynemolen; zilversmid
7.1.3. Matheus van Steynemolen; zilversmid
7.1.4. Adriaen van Steynemolen (1536-1576); kunsthandelaar
3.1.5 Jean van Steynemolen x Elisabeth Doems, xx ?
4.1.1. Adriaen van Steynemolen (†1478); goudsmid, x Catharine Campioene
5.1.1. Willem van Steynemolen (†1507) x Barbara van der Heyden
6.1.1. Mr. Rombout van Steynemolen (1491-1541); humanist, griffier en secretaris in het Hof van Holland, x Luytgard Sandelijn[4]
2.2. Jean van Steynemolen († vóór 1381)
2.3. Nicolas van Steynemolen x Elisabeth van Ganzele
2.4. Rombout van Steynemolen († na 1398), minderbroeder in Mechelen
2.5. Renier van Steynemolen x Margaretha de Doncker (vóór 1398), xx Elisabeth Van der Haghen
2.6. Arnold van Steynemolen († vóór 1416) x Catherine de Florys
2.7. Louis van Steynemolen (†1446) x Elisabeth 't Sermerttens
3.7.1. Jean van Steynemolen, vermeld in 1417
3.7.2. Barbara van Steyemolen (†1438)
2.8. Catherine van Steynemolen